# Арапахо (народ)
Арапахо је једно од значајнијих племена америчких староседеоца из Алгонквинске породице, настањено током 19. века дуж река Плат и Арканзас. 1780. године их је било око 3,000. Данас живе на резерватима Винд Ривер са Винд Ривер индијанцима (Источни Шошони), њиховим бившим непријатељима и у Оклахоми са Чејенима, где чине знатну већину у такозваном племену 'Чејени-Арапахо '.

## Име
Име Арапахо потиче од имена 'тирапиху' или 'ларапиху', чије је значење 'трговац' ('чрејд`р'). Сами себе Арапахо називају Инуна-ина (или 'наш народ'). Друга племена познају их под разним називима. Неки од ових назива одају неке њихове обичаје. Индијанце Арапахо због тога што су у исхрани користили псе називали су и 'Дог Ит`рс', вероватно је превод разних домородачких назива. Шошони и Команчи имали су за њих име Саретика, у истом значењу. Хидатса Индијанци називали су их Е-тах-лех или 'Бајз`н-патх Индиј`нс'. Племе Чејени, њима иначе сродни звали су их Хитанво'ив 'Облачни народ' или 'Ски мен' а Канти (племена из групе Сијукси) Махпииато или 'Блу клауд'.

## Историја
Према традицији, Арапахо су некада били седелачки народ који је живео у долини Ред Ривера (Северна Дакота и Минесота), једном су кренули на југозапад преко реке Мисури. На овоме путу део њих се одвојио, то су Грос Вентре, до цепања је можда дошло због Врана (Кроу индијанаца) који су се кретали на север и пресекли им пут. Ово се збило негде касних 1600-их година, јер се раних 1700.-тих удружују са Блекфит Индијанцима. Арапахо су се у 19. веку поделили на две групе, Северну и Јужну. Северни су се настанили у подручју Плат, а Јужни према реци Арканзас. 1840. године Арапахо закључују мировни уговор са Сијуксима, Кајовама и Команчима и започињу рат са Шошонима, Јутама и Павни индијанцима. Уговором у 'Медисин Лоџ' 1867. године Јужни Арапахо су смештени у Оклахому са јужним Чејенима. Земља је сада била отворена за насељавање белог становништва. Северни Арапахо касније су смештени у резерват Винд Ривер у Вајомингу, где живе и данас. Одрођени Грос Вентре након лутања између Мисурија и Саскачевана прикључили су се Асинибоинима у резервату Форт Белкнап у Монтани.

## Живот Арапаха
Арапахо су били номадски народ, живели су у типи-шаторима, а бизон им је пружао готово све што им је било потребно за живот. Знали су и трговати са племенима Арикара и Мандан који су били на гласу као узгајивачи кукуруза, овим производом код њих су се снабдевале и друге номадске групе.
Арапахо су били религиозан народ. Најсветија ствар на свету им је 'Флет Пајп', пљосната лула коју стављају чак изнад сунца. Њен ју је чувар носио као свети терет и ходао окружен стражом. Његово име је 'онај који покрива лулу'. Носач луле даје знак када је крај путовања. Индијанци ноћу постављају круг око шатора где лула 'ноћи'. Ова лула још је у власништву племена Северни Арапахо. Лули Индијанци и дан данас приносе жртве у јелу. Клип кукуруза, камена корњача и Флат Пајп у поседу је Арапаха, по њиховом веровању, од почетка света.
Као номади Арапахо би лети пратили стада бизона, били су мајстори у лову на те велике животиње. Мешањем бизоновог меса са неким биљем и зачинима добијали су трајну конзервирану храну познату као 'пемицан'. Пемицан се чувао у кожним торбама парфлеке. Одећа Арапаха била је од кожа јелена или лоса, састојала се од кецеља и 'леггингсе' (ногавица). Једном годишње племена Арапаха би се састајала и одржавала познату преријску свечаност 'Сан Денс' (Плес сунца), свечаност је трајала 8 дана а претходила је великом летњем лову на бизоне. Племена би постављала у своје шаторе хлеб, а отворени улази у шатор гледали су према Истоку, тамо одакле Сунце долази. Главни шатор у којему се вршио обред 'Сан Денс Лоџ' налазио се у средишту логора. Током церемоније вршила су се обредна мучења над 'плесачима' који нису смели показивати никакве знакове бола, последица би била страшна јер би био извргнут руглу жена.